# تجهیزات ترمینال
در مخابرات، تجهیزات ترمینال می‌تواند به یکی از معانی زیر باشد:
- تجهیزات ارتباطی در هر دو سوی پیوند داده ارتباطی، یا استفاده برای دادن اجازه به ایستگاه‌های درگیر در به انجام رساندن مأموریتی که پیوند برای آن ایجاد شده بود.
- در سامانه‌های رله-رادیویی، تجهیزات ارتباطی در نقطه‌هایی که داده، وارد یا حاصل می‌شود، جدا از تجهیزاتی که تنها برای رله یک سیگنال بازسازی شده استفاده می‌شوند.
- صفحه سوئیچینگ تلفن یا تلگراف و دیگر تجهیزات مستقر در مرکز که مدارهای ارتباطی در آنها پایان می‌یابند.